# Lichenoconium usneae
Lichenoconium usneae är en lavart som först beskrevs av Anzi, och fick sitt nu gällande namn av David Leslie Hawksworth 1977. Lichenoconium usneae ingår i släktet Lichenoconium, divisionen sporsäcksvampar och riket svampar.  Arten är reproducerande i Sverige. Inga underarter finns listade i Catalogue of Life.